# Jonathan de León
Jonathan Horacio de León Ochoa (Monterrey, Nuevo León, 22 de junio de 1987) es un futbolista mexicano. Juega de delantero en el Municipal Liberia de la Primera División de Costa Rica.

## Trayectoria
Jonathan de León recibió la oportunidad de debutar gracias a la regla 20/11, es un joven delantero con un futuro prometedor, actualmente ha recibido la oportunidad de ser titular del equipo en el torneo de Apertura 2008. Fue dado de alta con el equipo de Tigres B pero con carnet para jugar en el equipo de primera divisíon. Surgido de las fuerzas básicas de los Tigres de la UANL hizo su debut en un partido contra los Pumas de la UNAM en el torneo de Clausura 2007, su posición natural es delantero, pero el técnico Manuel Lapuente lo ha colocado como Medio a partir del Torneo Apertura 2008 que es donde se le ha dado continuidad en el plantel.
Para el torneo Bicentenario 2010 fue transferido al club Dynamo de Houston de la MLS.

## Clubes
| Club                  | País           | Año         |
| --------------------- | -------------- | ----------- |
| Tigres de la UANL     | México         | 2007 - 2009 |
| Houston Dynamo        | Estados Unidos | 2010        |
| Tigres de la UANL     | México         | 2010 - 2011 |
| Los Angeles Blues     | Estados Unidos | 2011 - 2012 |
| Querétaro Fútbol Club | México         | 2012 - 2016 |
| Municipal Liberia     | Costa Rica     | 2016 -      |